# Liste der denkmalgeschützten Objekte in Stadl-Paura
Die Liste der denkmalgeschützten Objekte in Stadl-Paura enthält die 14 denkmalgeschützten, unbeweglichen Objekte der Stadtgemeinde Stadl-Paura in Oberösterreich (Bezirk Wels-Land).

## Denkmäler
| Foto |                 | Denkmal                                                                                      | Standort                                                                           | Beschreibung | Metadaten |
| ---- | --------------- | -------------------------------------------------------------------------------------------- | ---------------------------------------------------------------------------------- | --- | --- |
| ja   | Datei hochladen | Kapelle hl. Johannes Nepomuk HERIS-ID: 100795 Objekt-ID: 117069                              | bei Schwanenstädter Straße 1 Standort KG: Stadl-Paura - Hausruck                   | Die Steinfigur aus der Zeit um 1800 befindet sich in einer 1905 am linken Traunufer errichteten Wegkapelle vor dem Gasthaus „Zum goldenen Stern“. | BDA-Hist.: Q37785725 Status: § 2a Stand der BDA-Liste: 2025-06-30 Name: Kapelle hl. Johannes Nepomuk GstNr.: 340/8                                                                                                   |
| ja   | Datei hochladen | Gasthaus beim Goldenen Stern HERIS-ID: 38546 Objekt-ID: 38128                                | Gemeindeweg 2 Standort KG: Stadl-Paura - Hausruck                                  | Das um das dritte Viertel des 16. Jahrhunderts erbaute Gebäude wurde innen und außen umfassend erneuert. | BDA-Hist.: Q37981882 Status: Bescheid Stand der BDA-Liste: 2025-06-30 Name: Gasthaus beim Goldenen Stern GstNr.: .35/1                                                                                               |
| ja   | Datei hochladen | Ehem. Gasthaus, Mayringerhaus HERIS-ID: 57921 Objekt-ID: 68277                               | Gemeindeweg 4 Standort KG: Stadl-Paura - Hausruck                                  | Der Baukern des ehemaligen Gasthauses „Zur Traunbrücke“ stammt aus dem späten 16. Jahrhundert. Es handelt sich um ein zweigeschoßiges Gebäude, welches sowohl im 19. Jahrhundert als auch in den 1950/1960er-Jahren umgebaut wurde. Von historischer Bedeutung ist der Aufenthalt von Erzherzog Franz Salvator im Jahre 1897, worauf eine Gedenktafel an der Fassade hinweist.                                           | BDA-Hist.: Q38079373 Status: Bescheid Stand der BDA-Liste: 2025-06-30 Name: Ehem. Gasthaus, Mayringerhaus GstNr.: 113/1                                                                                              |
| ja   | Datei hochladen | Kloster Nazareth, Altersheim, Pavillon und Umfriedung HERIS-ID: 100067 Objekt-ID: 116273     | Am Bräuberg 3 Standort KG: Stadl-Paura - Traun                                     | Gegründet wurde das Kloster 1864. Beim Umbau im Jahre 1904 erhielt das Gebäude die heutige Form. Heute beherbergt das Kloster eine allgemeine Hauptschule für Knaben und Mädchen. | BDA-Hist.: Q37775366 Status: § 2a Stand der BDA-Liste: 2025-06-30 Name: Kloster Nazareth, Altersheim, Pavillon und Umfriedung GstNr.: .275, .188, 580/1, 581, 582                                                    |
| ja   | Datei hochladen | Schiffleutmuseum, Hueter-Haus (Zillenhüter-Haus), Pagl-Haus HERIS-ID: 52592 Objekt-ID: 59816 | Fabrikstraße 13 Standort KG: Stadl-Paura - Traun                                   | Das Hueter-Haus ist ein eingeschoßiges Gebäude mit zu einem Drittel abgewalmten Satteldach, der für die Wohnverhältnisse eines Beamten auf dem Lande im späten 16. Jahrhundert bzw. um 1600 repräsentativ ist. | BDA-Hist.: Q16003208 Status: § 2a Stand der BDA-Liste: 2025-06-30 Name: Schiffleutmuseum, Hueter-Haus (Zillenhüter-Haus), Pagl-Haus GstNr.: .90                                                                      |
| ja   | Datei hochladen | Sog. Franzosenkapelle HERIS-ID: 100140 Objekt-ID: 116352                                     | Franz-Keim-Straße 1, in der Nähe Standort KG: Stadl-Paura - Traun                  | Die Kapelle erinnert an die schweren Kämpfe in den Jahren 1800, 1805 und 1809 gegen die französische Armee unter Napoleon. Sie wurde 1898 erneuert und mit einer großen Zeremonie eingeweiht. | BDA-Hist.: Q37775481 Status: § 2a Stand der BDA-Liste: 2025-06-30 Name: Sog. Franzosenkapelle GstNr.: 117 |
| ja   | Datei hochladen | Traunbrücke HERIS-ID: 101342 Objekt-ID: 117667                                               | Gmundner Straße Standort KG: Stadl-Paura - Traun                                   | Anmerkung: Die Brücke verbindet die Gemeinden Lambach und Stadl-Paura über die Traun. | BDA-Hist.: Q37787555 Status: § 2a Stand der BDA-Liste: 2025-06-30 Name: Traunbrücke GstNr.: 702/2, 647 Traunbrücke Lambach - Stadl-Paura                                                                             |
| ja   | Datei hochladen | Wallfahrtskirche Zur Allerheiligsten Dreifaltigkeit HERIS-ID: 100847 Objekt-ID: 117124       | Johann-Michael-Prunner-Straße 7 (Pfarrhof), neben Standort KG: Stadl-Paura - Traun | Die Wallfahrtskirche wurde zwischen 1714 und 1724 nach Plänen von Johann Michael Prunner errichtet. Die im Stil des Hochbarock gehaltene Kirche besteht aus einem überkuppelten Rundbau mit drei radial angeordneten Türmen, wodurch drei gleichwertige Schauseiten entstehen. Die Kirche beherbergt drei bemerkenswerte Tabernakelaltäre aus verschiedenfarbigem Marmor, die den drei göttlichen Personen geweiht sind. | BDA-Hist.: Q1727133 Status: § 2a Stand der BDA-Liste: 2025-06-30 Name: Wallfahrtskirche Zur Allerheiligsten Dreifaltigkeit GstNr.: .165 Pfarr- und Wallfahrtskirche zur Allerheiligsten Dreifaltigkeit (Stadl-Paura) |
| ja   | Datei hochladen | Brunnen HERIS-ID: 100849 Objekt-ID: 117126                                                   | Johann-Michael-Prunner-Straße 7, in der Nähe Standort KG: Stadl-Paura - Traun      | | BDA-Hist.: Q37785895 Status: § 2a Stand der BDA-Liste: 2025-06-30 Name: Brunnen GstNr.: 544 |
| ja   | Datei hochladen | Pfarrhof, ehem. Waisenhaus HERIS-ID: 100850 Objekt-ID: 117127                                | Johann-Michael-Prunner-Straße 7 Standort KG: Stadl-Paura - Traun                   | Der Pfarrhof wurde zwischen 1724 und 1726 von Johann Michael Prunner mit halbelliptischem Mittelrisalit und zwei vortretenden Seitenrisaliten mit Giebeln errichtet. | BDA-Hist.: Q37785906 Status: § 2a Stand der BDA-Liste: 2025-06-30 Name: Pfarrhof, ehem. Waisenhaus GstNr.: .164 Pfarrhof der Dreifaltigkeitskirche (Stadl-Paura)                                                     |
| ja   | Datei hochladen | Bildstock HERIS-ID: 100802 Objekt-ID: 117076                                                 | Salzstraße 1, in der Nähe Standort KG: Stadl-Paura - Traun                         | | BDA-Hist.: Q37785761 Status: § 2a Stand der BDA-Liste: 2025-06-30 Name: Bildstock GstNr.: 498/2 |
| ja   | Datei hochladen | Kriegerdenkmal HERIS-ID: 100800 Objekt-ID: 117074                                            | gegenüber Schiffslände 3a Standort KG: Stadl-Paura - Traun                         | Das Kriegerdenkmal wurde 1956 zur Erinnerung an die in den Weltkriegen gefallenen Bürger von Stadl-Paura von Jakob Adlhart aus Hallein errichtet. Als Vorbild für die Gestaltung dienten sogenannte Schiffsstadln, die hier früher entlang der Traun standen. | BDA-Hist.: Q37785750 Status: § 2a Stand der BDA-Liste: 2025-06-30 Name: Kriegerdenkmal GstNr.: 703/2 |
| ja   | Datei hochladen | Sog. Hengstendepot HERIS-ID: 46740 Objekt-ID: 48881                                          | Stallamtsweg 1-9, ungerade Nummern Standort KG: Stadl-Paura - Traun                | Das Hengstendepot des K. K. Beschäl- und Remonte-Departments wurde im zweiten Viertel des 19. Jahrhunderts errichtet. | BDA-Hist.: Q38023332 Status: Bescheid Stand der BDA-Liste: 2025-06-30 Name: Sog. Hengstendepot GstNr.: .20, .21, .22, .26, .29, .33, .252, 111                                                                       |
| ja   | Datei hochladen | Ehem. Stationsgebäude der Pferdeeisenbahn HERIS-ID: 38547 Objekt-ID: 38129                   | Waschenberger Straße 2 Standort KG: Stadl-Paura - Traun                            | Das langgestreckte, zweigeschoßige Gebäude mit beidseitig abgewalmtem Satteldach wurde um 1835 als Stationsgebäude der Pferdeeisenbahn errichtet. | BDA-Hist.: Q37981887 Status: § 2a Stand der BDA-Liste: 2025-06-30 Name: Ehem. Stationsgebäude der Pferdeeisenbahn GstNr.: 113/2                                                                                      |